# Боросеній-Ной
Боросеній-Ной (рум. Borosenii Noi) — село в Ришканському районі Молдови. Утворює окрему комуну.